# Wschodzące słońce
Wschodzące słońce (ang. Rising Sun) – amerykański film sensacyjny z 1993 roku w reżyserii Philipa Kaufmana, nakręcony na motywach powieści Michaela Crichtona o tym samym tytule. W głównych rolach wystąpili Sean Connery i Wesley Snipes.

## Fabuła
W Stanach Zjednoczonych trwają negocjacje w sprawie dużego przetargu dla japońskiego przedsiębiorstwa. W czasie uroczystego bankietu w nowo powstałej i luksusowej siedzibie przedsiębiorstwa dochodzi do tajemniczego morderstwa prostytutki. Na miejsce zbrodni zostają wezwani dwaj policjanci: Webster Smith (Snipes), młody czarnoskóry porucznik i były kapitan John Connor (Connery), specjalista od kultury japońskiej. Obaj rozpoczynają śledztwo od przejrzenia nagrań z kamer ochrony, gdzie okazuje się, że część materiału jest wybrakowana.